# Luis Miguel Bracamonte Salazar
Luis Miguel Bracamonte Salazar, född 31 januari 1953, är en peruansk författare. Han invandrade till Sverige 1991.
Han var redaktör för Mensajero Latino (Vocero de la Misión Católica Hispanahablante) mellan 1994 och 1996. Han är även medverkat i följande tidskrifter: Liberación-Suecia, FEB-Informativo de la Federación de Trabajadores Bancarios del Perú, El Vocero: Diario peruano.

## Nämnvärda verk
- Nos vemos en Suecia : cuatro historias de inmigrantes peruanos en el país escandinavo. - Lima : Rentería, 2003. - 95 s.
- Inmigrante a Palos : siete historias de inmigrantes peruanos en el país escandinadvo. - LIma : Rentería, 2007. - 131 s.
- See you in Sweden  : Traducción al inglés de Nos vemos en Suecia y de Inmigrante a Palos. - Arteidea Editores. - 199 s.